# Cegielnia Psucka
Cegielnia Psucka (prononciation : [t͡sɛˈɡʲɛlɲa ˈpsut͡ska]) est un village polonais de la gmina de Nasielsk dans le powiat de Nowy Dwór Mazowiecki de la voïvodie de Mazovie dans le centre-est de la Pologne.
Il se situe à environ 6 kilomètres au sud de Nasielsk (siège de la gmina), 15 km au nord-est de Nowy Dwór Mazowiecki (siège du powiat) et à 40 km au nord de Varsovie (capitale de la Pologne).

## Histoire
De 1975 à 1998, le village appartenait administrativement à la voïvodie de Ciechanów.